# Xanthostemon petiolatus
Xanthostemon petiolatus là một loài thực vật có hoa trong Họ Đào kim nương. Loài này được (Valeton) Peter G.Wilson miêu tả khoa học đầu tiên năm 1990.